# Fryderyk za album roku muzyka oratoryjna i operowa
Fryderyk za album roku muzyka oratoryjna i operowa – polska nagroda muzyczna Fryderyk, przyznawana corocznie od roku 2020 w sekcji muzyki klasycznej w kategorii album roku muzyka oratoryjna i operowa. Honoruje wykonawców za album z oratorium lub operą. Fryderyki są przyznawane od 1995 przez Związek Producentów Audio-Video (ZPAV) za osiągnięcia w rodzimym przemyśle muzycznym. Od 2000 za wyłanianie nominowanych, a następnie laureatów odpowiedzialna jest powołana przez ZPAV Akademia Fonograficzna.
Kategoria została wprowadzona podczas 26. edycji, Fryderyków 2020 w wyniku podziału kategorii album roku muzyka chóralna, oratoryjna i operowa na dwie: album roku muzyka oratoryjna i operowa oraz album roku muzyka chóralna.
Najwięcej nominacji w kategorii (po 5) otrzymali Aukso Orkiestra Kameralna Miasta Tychy, Joanna Freszel i Marek Moś. Najwięcej nagród (po 2) zdobyli Aukso Orkiestra Kameralna Miasta Tychy, Chór Polskiego Radia w Krakowie, Ewa Biegas, Jan Jakub Monowid, Joanna Freszel, Marek Moś i Orkiestra Polskiego Radia w Warszawie.

## Laureaci i nominowani
Kolor złoty oznacza nagrodzony album i laureatów.
| Rok  | Album                                                                       | Nominowani | Źr.   |
| ---- | --------------------------------------------------------------------------- | --- | ----- |
| 2020 | Karol Szymanowski: Hagith                                                   | Wioletta Chodowicz (sopran), Ryszard Minkiewicz (tenor), Andrzej Lampert (tenor), Dariusz Machej (bas‑baryton), Łukasz Rosiak (baryton), Polska Orkiestra Radiowa i Chór Filharmonii Narodowej (dyrekcja: Michał Klauza)                                                                | [ 4 ] |
| 2020 | Marcin Józef Żebrowski                                                      | Jian Hui Mo (sopran chłopięcy), Matthew Venner (kontratenor), Maciej Gocman (tenor), Felix Schwandtke (bas), Chór Chłopięcy NFM, Chór NFM, Wrocławska Orkiestra Barokowa (dyrekcja: Andrzej Kosendiak)                                                                                  | [ 4 ] |
| 2020 | Musica Sacromontana XIV                                                     | Tomasz Krzysica (tenor), Iwona Hossa (sopran), Jarosław Bręk (bas), Anna Bernacka (mezzosopran), Sinfonietta Cracovia i Polski Chór Kameralny (dyrekcja: Marcin Nałęcz-Niesiołowski) | [ 4 ] |
| 2020 | Stanisław Moniuszko: Cantatas (Milda / Nijoła)                              | Wioletta Chodowicz (sopran), Maria Jaskulska-Chrenowicz (sopran), Ewa Wolak (mezzosopran), Sylwester Smulczyński (tenor), Robert Gierlach (baryton), Szymon Kobyliński (bas), Chór Opery i Filharmonii Podlaskiej oraz Orkiestra Filharmonii Poznańskiej (dyrekcja: Łukasz Borowicz)    | [ 4 ] |
| 2020 | Stanisław Moniuszko: Paria                                                  | Katarzyna Hołysz (sopran), Robert Jezierski (bas), Yuri Gorodetski (tenor), Szymon Komasa (baryton), Tomasz Warmijak (tenor), Orkiestra Filharmonii Poznańskiej i Chór Filharmonii Narodowej (dyrekcja: Łukasz Borowicz)                                                                | [ 4 ] |
| 2021 | Ahat-ilī. Siostra bogów                                                     | Urszula Kryger, Joanna Freszel, Ewa Biegas, Jan Jakub Monowid, Łukasz Konieczny, Bartłomiej Misiuda, Sebastian Szumski, Chór Polskiego Radia i Aukso Orkiestra Kameralna Miasta Tychy (dyrygent: Marek Moś)                                                                             | [ 5 ] |
| 2021 | De invitatione mortis                                                       | Joanna Freszel (sopran), Aleksander Rewiński (tenor), Dawid Dubec (baryton), Zespół Męski „Gregorianum” (przygotowanie: Berenika Jozajtis), Michał Ochab (saksofony), Andrzej Karałow (fortepian, elektronika), Dziołak/Stankiewicz Duo i Messages Quartet (dyrygent: Martyna Szymczak) | [ 5 ] |
| 2021 | Henryk Mikołaj Górecki: Sanctus Adalbertus op. 71                           | Ewa Tracz (sopran), Stanislav Kuflyuk (baryton), Chór Filharmonii Śląskiej i Orkiestra Symfoniczna Filharmonii Śląskiej (dyrygent: Mirosław Jacek Błaszczyk) | [ 5 ] |
| 2021 | Józef Zeidler: Nieszpory                                                    | Robert Gierlach (baryton), Tomasz Krzysica (tenor), Anna Mikołajczyk (sopran), Agnieszka Rehlis (mezzosopran), Sinfonietta Cracovia i Polski Chór Kameralny (dyrygent: Michał Klauza)                                                                                                   | [ 5 ] |
| 2021 | Stanisław Moniuszko: Sonety krymskie                                        | Aleksander Kunach (tenor), Chór Polskiego Radia i {oh!} Orkiestra Historyczna (dyrygent: Dirk Vermeulen) | [ 5 ] |
| 2022 | Aleksander Nowak / Szczepan Twardoch: Syrena. Melodrama aeterna             | Ewa Biegas, Bartłomiej Duś, Joanna Freszel, Jan Jakub Monowid, Daniel Popiałkiewicz, Piotr Sałajczyk i Orkiestra Kameralna Miasta Tychy Aukso (dyrekcja: Marek Moś) | [ 6 ] |
| 2022 | Feliks Nowowiejski: Powrót Syna Marnotrawnego                               | Agnieszka Rehlis, Arnold Rutkowski, Łukasz Konieczny, Marek Pawełek, Chór Filharmonii im. Karola Szymanowskiego w Krakowie i Orkiestra Symfoniczna Warmińsko-Mazurskiej Filharmonii im. Feliksa Nowowiejskiego w Olsztynie (dyrekcja: Piotr Sułkowski)                                  | [ 6 ] |
| 2022 | Józef Elsner: Musica Claromontana vol. 70                                   | Soliści, Zespół Wokalny Wydziału Muzyki Kościelnej Uniwersytetu Muzycznego Fryderyka Chopina, Chór Uniwersytetu Kardynała Stefana Wyszyńskiego w Warszawie i Capella Claromontana (dyrekcja: Michał Sławecki)                                                                           | [ 6 ] |
| 2022 | Józef Michał Ksawery Poniatowski: Mass in F                                 | Olesya Bubela, Tetyana Vakhnovska, Andrii Voziian, Viktor Yankovskyi, Galician Academic Chamber Choir i Lviv National Philharmonic Symphony Orchestra (dyrekcja: Sebastian Perłowski)                                                                                                   | [ 6 ] |
| 2022 | Luigi Cherubini: Faniska                                                    | Tomasz Rak, Robert Gierlach, Natalia Rubiś, Krystian Adam, Katarzyna Belkius, Justyna Ołów, Piotr Kalina, Poznański Chór Kameralny i Orkiestra Filharmonii Poznańskiej (dyrekcja: Łukasz Borowicz)                                                                                      | [ 6 ] |
| 2023 | Wolfgang Amadeusz Mozart: Requiem d-moll, KV 626. Ryszard Zimak in memoriam | Małgorzata Rodek, Elżbieta Wróblewska, Jerzy Knetig, Wojciech Gierlach, AMFC Vocal Consort, Chór Mieszany i Orkiestra Symfoniczna Akademii Muzycznej im. Fryderyka Chopina w Warszawie (dyrekcja: Ryszard Zimak)                                                                        | [ 7 ] |
| 2023 | Aleksander Nowak / Szczepan Twardoch: Pokora. Dramma giocoso                | Maciej Frąckiewicz, Joanna Freszel, Sebastian Szumski i Aukso Orkiestra Kameralna Miasta Tychy (dyrekcja: Marek Moś) | [ 7 ] |
| 2023 | Witold Lutosławski: Opera omnia 08 – Kolędy                                 | Aleksandra Kurzak, Chór NFM i NFM Filharmonia Wrocławska (dyrekcja: Antoni Wit) | [ 7 ] |
| 2024 | Łukasz Borowicz                                                             | Polska Orkiestra Radiowa, Orkiestra Polskiego Radia w Warszawie, Chór Polskiego Radia w Krakowie, Chór Filharmonii Wrocławskiej i Łukasz Borowicz (dyrygent) | [ 8 ] |
| 2024 | Górecki                                                                     | Szymon Mechliński (baryton), Łukasz Długosz (flet), Orkiestra Symfoniczna Filharmonii Śląskiej, Chór Filharmonii Śląskiej, Jarosław Szemet (dyrygent) i Mirosław Jacek Błaszczyk (dyrygent)                                                                                             | [ 8 ] |
| 2024 | Aleksander Nowak / Radek Rak – Baśń o sercu. Favola in musica               | Adam Strug (śpiew), Hubert Zemler (perkusja), Camerata Silesia, Aukso Orkiestra Kameralna Miasta Tychy i Marek Moś (dyrygent) | [ 8 ] |
| 2025 | Karol Szymanowski                                                           | Iwona Sobotka (sopran), Chór NFM (kierownictwo artystyczne: Lionel Sow), NFM Filharmonia Wrocławska, Giancarlo Guerrero (dyrygent) | [ 9 ] |
| 2025 | Aleksander Nowak / Marcin Wicha – Rzeczy. Vaudeville                        | Joanna Freszel (sopran), Karol Kozłowski (tenor), Kasia Moś (głos), Max Mucha (kontrabas), Piotr Sałajczyk (fortepian), Aukso Orkiestra Kameralna Miasta Tychy (dyrekcja: Marek Moś) | [ 9 ] |
| 2025 | Górecki 90                                                                  | Iwona Sobotka (sopran) i Orkiestra Symfoniczna Filharmonii Śląskiej (dyrekcja: Jarosław Szemet) | [ 9 ] |
| 2025 | Krzysztof Herdzin: Requiem                                                  | Olga Pasiecznik (sopran), Andrzej Lampert (tenor), Kamil Zdebel (baryton), Chór Filharmonii Narodowej i Orkiestra Polskiego Radia w Warszawie (dyrekcja: Krzysztof Herdzin) | [ 9 ] |
| 2025 | Paweł Łukaszewski: Requiem                                                  | Roberta Mameli (sopran), Adam Krużel (baryton), Polski Chór Kameralny i Sinfonia Varsovia (dyrekcja: Jan Łukaszewski) | [ 9 ] |

## Statystyki
| Liczba | Osoba/zespół                           | Lata       |
| ------ | -------------------------------------- | ---------- |
| 2      | Aukso Orkiestra Kameralna Miasta Tychy | 2021, 2022 |
| 2      | Chór Polskiego Radia w Krakowie        | 2021, 2024 |
| 2      | Ewa Biegas                             | 2021, 2022 |
| 2      | Jan Jakub Monowid                      | 2021, 2022 |
| 2      | Joanna Freszel                         | 2021, 2022 |
| 2      | Marek Moś                              | 2021, 2022 |
| 2      | Orkiestra Polskiego Radia w Warszawie  | 2020, 2024 |

| Liczba | Osoba/zespół                               | Lata                         |
| ------ | ------------------------------------------ | ---------------------------- |
| 5      | Aukso Orkiestra Kameralna Miasta Tychy     | 2021, 2022, 2023, 2024, 2025 |
| 5      | Joanna Freszel                             | 2021 (×2), 2022, 2023, 2025  |
| 5      | Marek Moś                                  | 2021, 2022, 2023, 2024, 2025 |
| 4      | Łukasz Borowicz                            | 2020 (×2), 2022, 2024        |
| 3      | Chór Filharmonii Narodowej                 | 2020 (×2), 2025              |
| 3      | Chór NFM                                   | 2020, 2023, 2025             |
| 3      | Chór Polskiego Radia w Krakowie            | 2021 (×2), 2024              |
| 3      | Orkiestra Filharmonii Poznańskiej          | 2020 (×2), 2022              |
| 3      | Orkiestra Polskiego Radia w Warszawie      | 2020, 2024, 2025             |
| 3      | Orkiestra Symfoniczna Filharmonii Śląskiej | 2021, 2024, 2025             |
| 3      | Polski Chór Kameralny                      | 2020, 2021, 2025             |
| 3      | Robert Gierlach                            | 2020, 2021, 2022             |